# Ampfield
Ampfield is een civil parish in het bestuurlijke gebied Test Valley, in het Engelse graafschap Hampshire met 1583 inwoners.